# Sylvia sarda
La magnanina sarda (Sylvia sarda Temminck, 1820) è un uccello insettivoro appartenente alla famiglia dei Sylviidae.

## Sistematica
La Magnanina sarda non ha sottospecie è monotipico.

## Distribuzione e habitat
La Magnanina sarda vive in Europa dell'ovest, ed Africa del nord,  in Italia nidifica sulla Sardegna, ma anche sulle isole dell'Arcipelago Toscano, in habitat di media montagna formati da brughiere, e spazi aperti con cespugli.

## Biologia

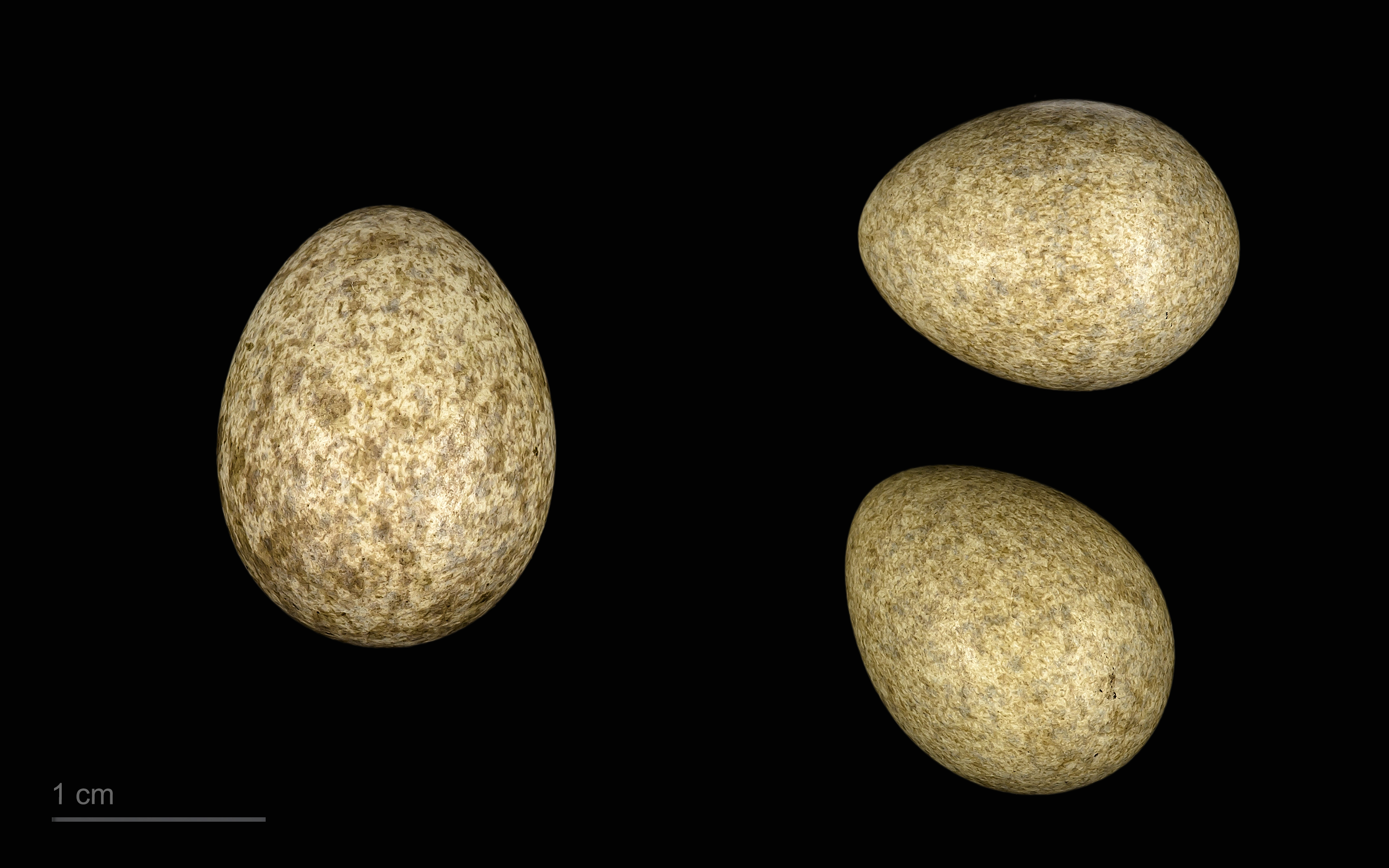
Uovo di Cuculus canorus canorus in un nido di Sylvia sarda Museo di Tolosa

Nidifica in primavera inoltrata.